# Blue Pill
Blue Pill là tên mã của một rootkit gây tranh cãi dựa trên nền tảng công nghệ ảo hóa x86 lấy mục tiêu là hệ điều hành Windows Vista của Microsoft. Blue Pill trước tiên đòi hỏi vi xử lý hỗ trợ công nghệ ảo hóa AMD-V (Pacifica), nhưng sau đó được chuyển để hỗ trợ cả Intel VT (Vanderpool). Nó được tạo bởi Joanna Rutkowska và công bố đầu tiên ở hội thảo Black Hat vào ngày 3 tháng 8, năm 2006.

## Tổng quan
Theo tác giả, bằng cách sử dụng Pacifica, Blue Pill có thể bẫy tức thời phiên bản đang hoạt động của hệ điều hành vào một máy ảo, rồi hoạt động như một siêu kiểm soát viên, đặt toàn bộ máy tính trong quyền điều khiển. Joanna Rutkowska đã tự khẳng định rằng, vì mọi chương trình kiểm nghiệm đều bị lừa bởi siêu kiểm soát viên, nên hệ thống như vậy sẽ là "100% không thể bị phát hiện". Vì công nghệ ảo hóa được làm ra để không thể bị người dùng phát hiện, nên chỉ có một cách khiến Blue Pill bị phát hiện chính bản thân sự ảo hóa bị phát hiện (khi đó lại là lỗi của công nghệ này).
Sự ước định này, được lặp lại nhiều lần trên các bài viết, bị tranh cãi: AMD issued a statement dismissing the claim of full undetectability. Một vài nhà nghiên cứu và các ký giả chuyên ngành khác cũng gạt bỏ ý tưởng này, cho rằng nó không đúng. Một mặt, bộ chỉ lệnh của x86 có chứa những chỉ lệnh mang đặc quyền nên chúng không thể bị ảo hóa được; mặt khác, ảo hóa nhìn chung có thể bị nhận diện bằng kỹ thuật timing attack.
Năm 2007, một nhóm các nhà nghiên cứu dẫn đầu bởi Thomas Ptacek của Matasano Security thách thức Rutkowska để Blue Pill chống lại phần mềm phát hiện rootkit của họ trong hội thảo Black Hat năm đó, nhưng thỏa thuận được cho rằng không thực hiện vì Joanna yêu cầu 384.000 USD làm chi phí để tham gia cuộc thử thách. Rutkowska cùng với Alexander Tereshkin đã chống lại yêu sách của những người phản đối sau phần hội đàm ở Black Hat, biện luận rằng phương pháp kiểm định được đề xuất là sai.
Mã nguồn của Blue Pill đã được công khai từ đó.

## Từ nguyên
Cái tên Blue Pill (viên con nhộng xanh) được lấy cảm hứng từ blue pill trong Ma trận nơi nhân vật Morpheus ở trong một môi trường giả lập thực tại ảo nói với nhân vật Neo người còn chưa nhận thức được họ đang ở trong thực tế ảo.
Morpheus nói, "Đây là cơ hội cuối cùng. Sau đó, sẽ không có đường quay lại đâu. Cậu nhận viên thuốc màu xanh, câu chuyện kết thúc, cậu tỉnh dậy trên giường mình và tin vào những gì cậu muốn tin. Cậu nhận viên thuốc màu đỏ, cậu ở lại Xứ sở diệu kỳ và tôi sẽ cho cậu thấy cái hang thỏ sâu đến chừng nào."
Một hệ thống điện toán nạn nhân của Blue Pill cũng như Neo, không nhận ra rằng tất cả đã được thỏa hiệp.